# ニーウマルクト広場

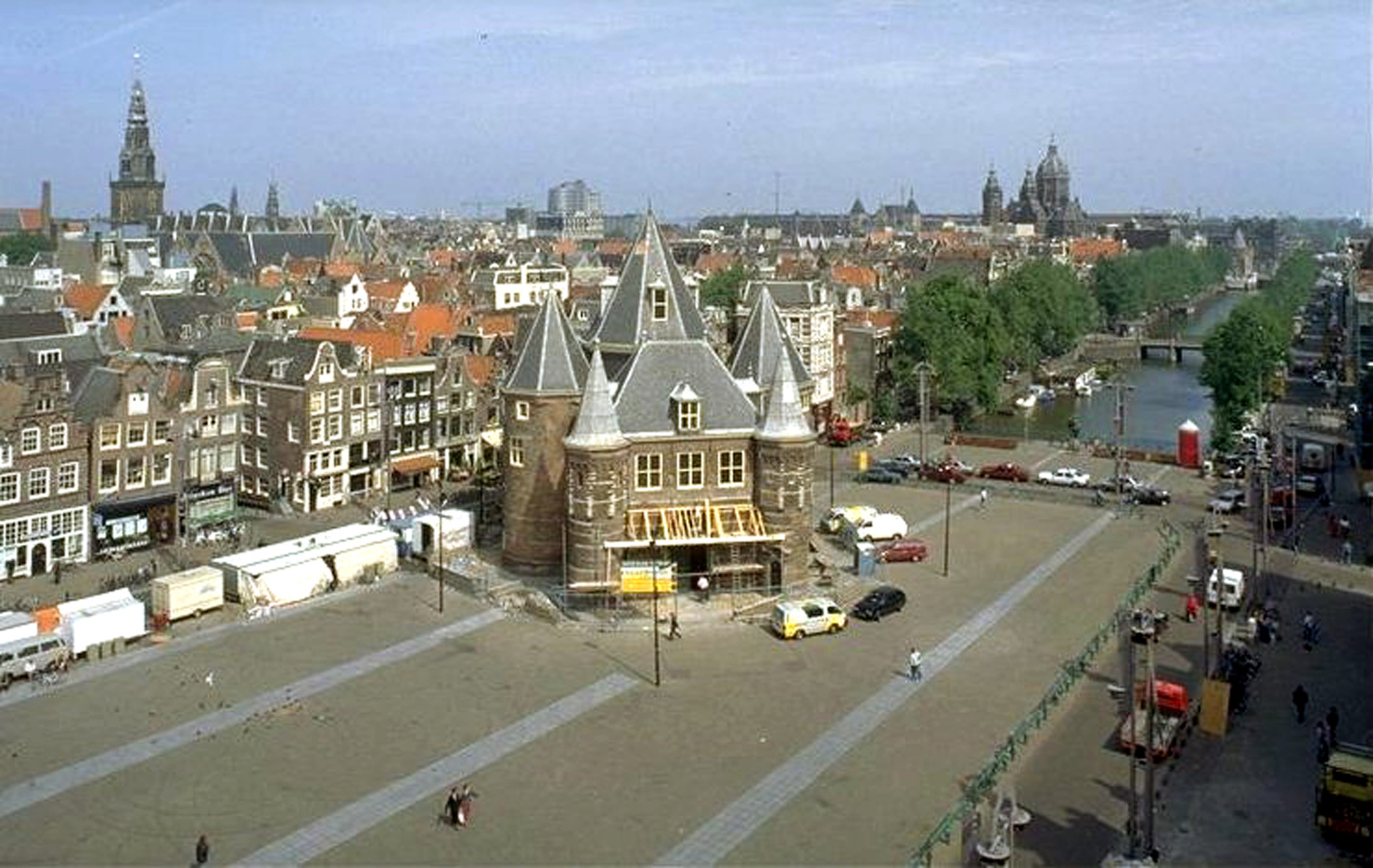
ニーウマルクト広場

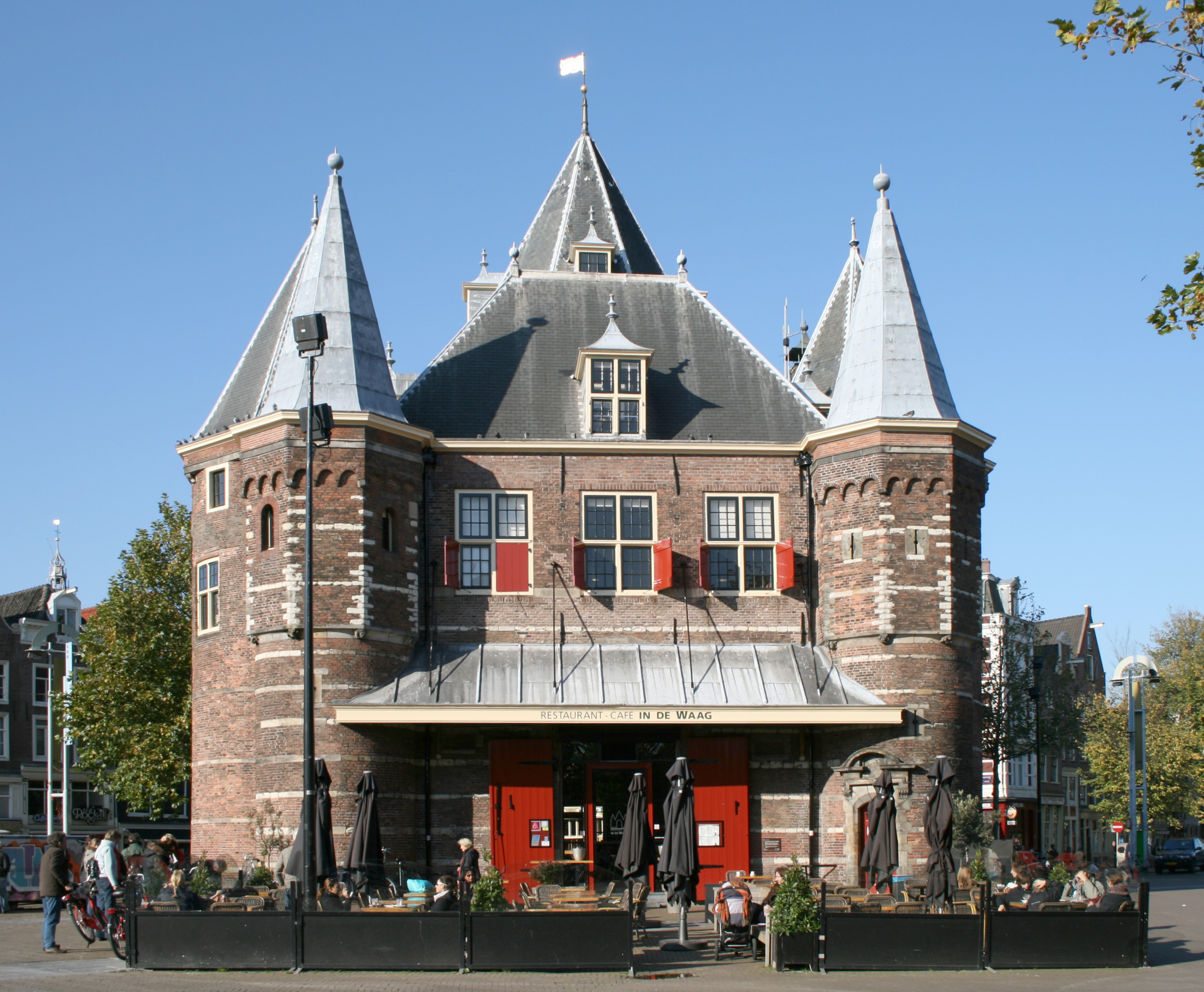
以前門や計測所だった建物はカフェ/レストランとなっている

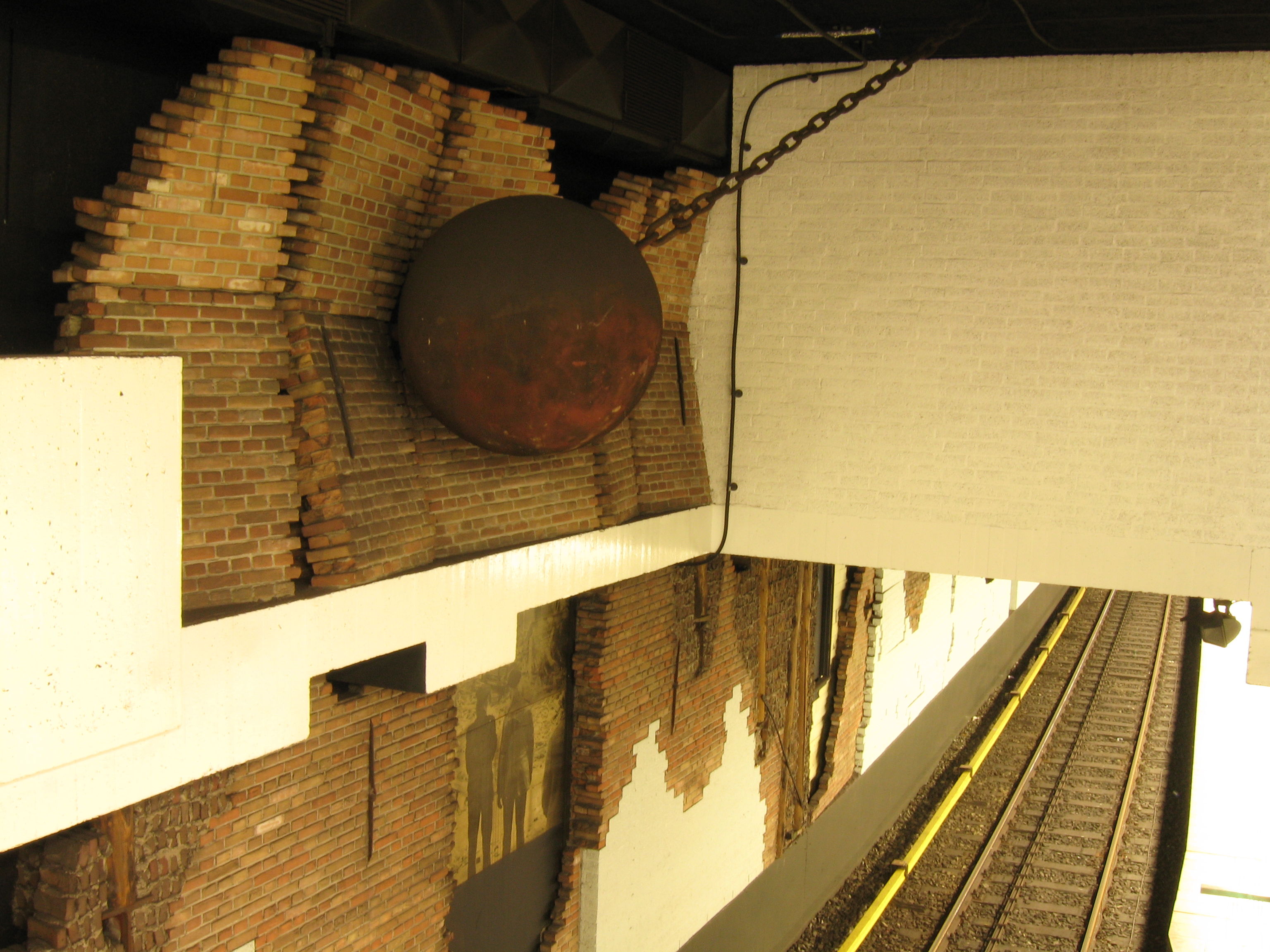
ニーウマルクト駅と内観

ニーウマルクト広場（ニーウマルクトひろば、オランダ語: Nieuwmarkt、「新市場」の意）は、オランダの首都、アムステルダム中心部にある広場。周辺地区は、ニーウマルクト地区 (Nieuwmarktbuurt) として知られている。
広場は、アムステルダムのチャイナタウンと、その隣のデ・ワレン（歓楽街）に位置する。20以上のカフェとコーヒーショップが広場に面する。広場では、毎日のマーケットに加え、夏の土曜日には食品市場、日曜日にはアンティーク、本の市場が開かれる。
ニーウマルクト広場には、計量所として知られる建物が建っており、もともと中世の外壁の門だったが、壁が17世紀に壊された後、計量所へ転換した。計量所の周りの運河が1614年に完成したとき、この広場もつくられ、市場として使われた（広場名の由来になっている）。第二次世界大戦中には、広場はナチスによって、強制収容所へ送られたユダヤ人の招集場所となった。
1970年代、広場周辺の多くの建物が、地下鉄やニーウマルクト地区を通って右へ走るハイウェイの計画のために沈滞した。これは1975年に激しい暴動 (Nieuwmarktrellen) を起こすことにつながり、結局ハイウェイの計画は放棄された。しかし、地下鉄は建設され、ニーウマルクト駅は、アムステルダム・メトロ（地下鉄）の駅となっている。